# Švartna
Švartna (z něm. Schwarte) neboli sapropelit je matně černá druhohorní usazenina, hořlavý lupek, která vznikla z organického bahna (sapropel), obsahuje proto pozůstatky jednobuněčných organismů nebo rostlin. Na českém území byla nacházena především v kamenouhelných slojích na Kounovsku, Poddžbánsku, Novostrašecku a Slánsku.
Neměla ale velkou výhřevnost, Keltové ji užívali především pro výrobu náramků a dalších šperků. Odhaduje se, že v laténském období jich byly vyrobeny až desetitisíce kusů. Švartnové náramky jsou hladké, jeden až dva centimetry široké a nápadně lehké, čímž mohou připomínat výrobky z exotických dřev. Největší dílna byla objevena v Mšeckých Žehrovicích.